# Kapitolska Venera
Kapitolska Venera je tip kipa Venere, natančneje ena od več vrst Venus Pudica ('skromna Venera') (druge so tip Medičejska Venera), med katerimi obstaja več primerov. Tip izhaja iz kipa Afrodita iz Knida. Kapitolska Venera in njene različice so prepoznavne po položaju rok - stoječa po kopeli, Venera z desno roko začne pokrivati prsi, z levo roko pa genitalije.
Ta izvirnik tega tipa (iz katerega izhajajo naslednje kopije) naj bi bil izgubljena različica Praksitelovega dela iz 3. ali 2. stoletja pred našim štetjem iz Male Azije, ki spreminja praksitelejsko tradicijo čutnega in razkošnega obravnavanja teme in skromna kretnja boginje z obema rokama - namesto samo ene čez genitalije, v Praksitelovem izvirniku.

## Glavni primer
Kapitolska Venera je rahlo previsok (193 cm) marmorni kip Venere. To je Antoninova kopija pozno helenističnega kipa, ki izhaja iz Praksitela (Helbig 1972: 128–30).
Najdena je bila na Viminalskem griču med pontifikatom Klemena X. (1670–76) na vrtovih, ki so pripadali Stazijem blizu San Vitale.  Papež Benedikt XIV. jo je kupil pri družini Stazi leta 1752 in jo dal Kapitolskim muzejem , kjer je nastanjen v svoji niši - imenovani »kabinet Venere« - v prvem nadstropju Palazzo Nuovo na Campidoglio.
Kip je bil izposojen v Združenih državah Amerike in je bil prikazan v rotundi Zahodne stavbe Nacionalne umetniške galerije v Washingtonu, od 8. junija do 18. septembra 2011. 
Njen sloves glede na Medičejsko Venero v Firencah je naraščal le počasi, po Haskellu in Pennyju pa je deloma spodbudilo, ker je negativna občutljivost za obsežne obnove začela spodkopati florentinsko Venero. Triumfalno jo je Napoleon odpeljal v Pariz pod pogoji iz Tolentinove pogodbe; je cesar naročil marmorno kopijo pri Josephu Chinardu, zdaj v Château de Compiègne. Ko je bil leta 1816 vrnjen izvirnik v Kapitolske muzeje , so mavčni odlitek, ki so ga nadomestili v času Napoleonove dobe, odposlali v Britanijo, kjer ga je John Flaxman pokazal svojim študentom (Haskell in Penny 1981: 319).
- Venera iz Campo Iemini (Britanski muzej)
- Menofantosova Afrodita (Museo Nazionale Romano)

## Druge kopije
Obstaja približno 50 izvodov Venus Pudica, večina pa je razstavljena v Evropi  }}:
- [[Menofantosova Afrodita je bila najdena v samostanu kamaldolijancev v San Gregorio al Celio. Ima podpis Menofantosa [7], grškega kiparja, menda iz 1. stoletja pred našim štetjem, o katerem ni nič znanega. Kamaldolijanci zasedajo starodavno cerkev in samostan S. Gregorii v Clivu Scauri, ki ga je okoli leta 580 ustanovil papež Gregor I. na lastnem družinskem posestvu, na pobočju (clivus) griča Celio. Njegov temelj je bil posvečen v čast apostola Andreja. Do 10. stoletja je bilo ime Gregorja pripisano imenu apostola, ki ga je na koncu izpodrinil [8]. Skulptura je prišla v posest princa Chigija. Johann Joachim Winckelmann je to skulpturo opisal v svojem Geschichte der Kunst des Altertums (vol. V, pogl. II).[9]
- Venera iz Campo Iemini, še ena skulptura istega modela, je bila spomladi 1792 izkopana med drugimi skulpturami v rimski vili na Campu Iemini, blizu Torvaianica, v Laciju. Kopanje  je vodil angleški trgovec z rimskimi starinami Robert Fagan (1761–1816) pod pokroviteljstvom princa Augusta, vojvode Susseškega, v sodelovanju s sirom Corbetom Corbetom iz Britanskega muzeja. Angležem se je  ob odkritju zdela še boljša od Kapitolske Venere. Po obnovi v Rimu so jo odposlali v London, kjer jo je princ August dal svojemu bratu princu regentu, ki jo je postavil v Carlton House. Po njegovi smrti, ko je Carlton House zamenjala terasa hiš, jo je Viljem IV. podaril Britanskemu muzeju.
- V kraju Baje so našli rimsko kopijo paroškega marmorja iz 2. stoletja.
- Različico Venere Pudice so našli tudi v Hadrijanovih termah v Leptis Magni. Hadrijanove terme so izkopali v 1920-ih, leptiško kopijo Kapitolske Venere pa je v Evropo odnesel Benito Mussolini, ki jo je dal nacističnemu voditelju Hermannu Göringu. Kip je krasil spalnico njegovega podeželskega posestva v bližini Berlina v kraju Carinhall. V Libijo so ga vrnili leta 1999 in danes je v Nacionalnem arheološkem muzeju v Tripoliju.
- Druga brezroka kopija Kapitolske Venere, se hrani v muzeju Jamahiriya v Tripoliju v Libiji.
- Ena različica se hrani v muzeju Ermitaž v Sankt Peterburgu[10], pa tudi podobna Venera Tauride[11].
- Venera Landolina v arheološkem muzeju Sirakuze na Siciliji. Gre za brezglavo cesarsko rimsko kopijo iz 2. stoletja, podobno Afroditi Sirakuški, ki jo hranijo v Atenah.
- Kopija iz 3. stoletja je bila najdena med arheološkimi izkopavanji v Skupiju, starodavnem rimskem mestu v severni Makedoniji.
- Italijanska marmorna kopija Kapitolske Venere iz 2. do 3. stoletja je rezultat povezave spodnjega dela antičnega telesa, trupa iz 16. stoletja ter starodavnega obraza in vrha glave. Prej je bila v zbirki Borghese, zdaj pa se hrani v muzeju Louvre v Parizu. MR št. MR. 279 (Običajno št. Ma 369).
- Kopija se hrani v Galleria degli Uffizi. V Medičejsko zbirko je vstopila po nakupu od družine Colonna. Kipu so manjkale roke, glava in desna noga. Za Medičejce jo je leta 1584 dopolnil kipar Silla in kip je tako dobil današnjo podobo kot zvesta reprodukcija Kapitolske Venere.
- Narodni muzej v Varšavi hrani kopijo iz 2. stoletja.
- V neapeljskem Arheološkem muzeju je postavljen brezglavi kip iz 2. do 3. stoletja.
- Hebrejska univerza v Jeruzalemu (v= 159 cm; š= 60 cm) je izkopala brezglavo poslikano rimsko marmorno kopijo Kapitolske Venere iz 2. stoletja iz Afrodija v Mali Aziji.
- Poškodovana starodavna kopija se hrani v Arheološkem muzeju v Antaliji.
- Torzo iz belega marmorja, 2. stoletje, neznano poreklo v Museo Nazionale Romano: Terme di Diocleziano, inv. 2000656, Rim, Italija.
- glava iz belega marmorja, datirana v zadnjo četrtino 1. stoletja pred našim štetjem - začetek 1. stoletja pred našim štetjem, v Cremoni, Arheološki muzej San Lorenzo. Izvor: Cremona, p-zza Marconi.
- Rimski marmorni trup, podoben Afroditi Sirakuški je v Ciprskem muzeju.